# Idioma kutenai
La lengua kutenai (también llamada kootenai o lengua ktunaxa) es hablada por los miembros de la tribu kootenai, de los cuales recibe su nombre, y que son habitantes nativos de un área que se corresponde con las actuales Montana e Idaho, en Estados Unidos y la Columbia Británica, en Canadá. 
El kutenai es una lengua aislada que no tiene relación demostrable con ningún otro lenguaje. La hipótesis más probable sobre una conexión con otras lenguas es la propuesta de que esté relacionada lejanamente con las lenguas salish. Esta hipótesis generalmente se considera verosímil, aunque falta su demostración.
El censo estadounidense de 1990, sumaba 102 Kutenai étnicos en el país, mientras que el censo de Canadá contabilizaba 220. Aunque de parece que no existe más de una docena de hablantes fluyentes de la lengua, siendo el resto semihablantes o personas con un conocimiento deficiente de la lengua.